# Boeing C-32
Le Boeing C-32 est un avion de transport militaire de l'USAF dérivé du 757-200. Il est actuellement en service comme Air Force Two.

## Historique
Il a été choisi en 1996 pour remplacer la flottille de Boeing C-137 Stratoliner destinée au transport de personnalités. Quatre appareils sont entrés en service entre 1998 et 1999 dans le 89th Airlift Wing sous la désignation C-32A. En 2015, un total de 6 C-32A sont en service.
Les C-32A sont équipés d'un centre de communication, d'une salle de conférence, d'un coin salon et de quartiers privés. 
L'USAF utilise également deux 757-200 de 45 sièges, désignés C-32B, qui ont déjà été utilisés comme avions commerciaux, pour un emploi, entre autres, par l'équipe extérieure de soutien d'urgence au Département d'État des États-Unis. Ces deux appareils sont les seuls 757 du gouvernement américain équipés de réacteurs Rolls-Royce.
Les C-32A ont un schéma de peinture bleu et blanc utilisé par l'USAF pour sa flotte de transports VIP, tandis que les C-32B sont peints d'un blanc uni avec les marquages d'identification minimaux,.
L'ancienne vice-présidente des Etats-Unis Kamala Harris a quittée Washington après l'investiture de Donald Trump à bord d'un C32 avec un équipage exclusivement féminin dont le pilote, une première pour cet appareil de l'Air Force.